# Novotroiițke
Novotroiițke (în ucraineană Новотроїцьке) este așezarea de tip urban de reședință a raionului Novotroiițke din regiunea Herson, Ucraina. În afara localității principale, mai cuprinde și satele Blahovișcenka și Zaharivka.

## Demografie
Componența lingvistică a așezării de tip urban Novotroiițke
     Ucraineană (83,62%)
     Rusă (11,3%)
     Romani (1,18%)
     Alte limbi (0,64%)
Conform recensământului din 2001, majoritatea populației așezării de tip urban Novotroiițke era vorbitoare de ucraineană (83,62%), existând în minoritate și vorbitori de rusă (11,3%) și romani (1,18%).